# 游素蘭
游素蘭（1967年11月19日—）是台灣女性漫畫家及作家。出生於南投縣。血型B型，星座天蠍座。國立竹山高級中學美術班畢業。在家中排行長女，其胞妹為漫畫家喬英。

## 人物介紹
游素蘭漫畫作品以精緻唯美、撼動人心見長。作品中融入東、西方文學創作之意涵為其主要特色。
國中時期以《夜》和《和平》獲得第四屆、第五屆小咪漫畫新人獎，高中二年級參加了《漫畫之友》。1989年游素蘭的作品「古鏡奇譚」之一《傾國怨伶》在《周末漫畫》雜誌上開始連載，人物造型可愛漂亮，轟動漫壇。被稱為「首開臺灣漫壇中式精美古裝之先河」。1991年《古鏡奇譚》之二《火王》於公主快報上連載，延續「古鏡」系列傳奇。
連續榮獲《中國時報》舉辦全台灣出版品漫畫類（包含日本、韓國、香港⋯⋯等授權台灣出版漫畫）讀者票選、網路票選最受歡迎漫畫作品、漫畫人物主角、漫畫家第一名。
2018年作品「古鏡奇譚」之二《火王》改編成電視劇，該劇由芒果TV推出，同時推出兩部《火王之破曉之戰》和《火王之千里同風》，由景甜與陳柏霖領銜主演，並於2018年末至2019年初播出。2024年獲得第15屆金漫獎特別貢獻獎。

## 簡歷
- 1982年 - 第4屆小咪漫畫新人獎得獎作品《夜》。
- 1983年 - 第5屆小咪漫畫新人獎得獎作品《和平》。
- 1989年 - 華尚出版《周末漫畫》連載《傾國怨伶》。
- 1991年 - 《公主快報》、《公主雜誌》連載《火王》。
- 1998年 - 佛教雜誌《金色蓮花》連載《龍女》。
- 1998年 - 出版漫畫小說《遺跡》，並跨足小說界。
- 2000年 - 《奇幻館》連載《翔龍記》。
- 2024年 - 第15屆金漫獎特別貢獻獎。

## 作品一覽

### 長篇漫畫
- 傾國怨伶
- 火王
- 天使迷夢
- 大天使之戰
- 鋼鐵天使
- 夏茵王外傳
- 翔龍記
- 指令TRUMP
- 天蠍魔法
- 幻象之女
- 丹聿記
- 穿梭時空追尋你

### 小說
- 遺跡
- 傾國怨伶
- 甜美的回憶
- 撿到一個金髮王子
- 月光婚禮
- 指令TRUMP之七色光
- 夏茵王
- 天使迷夢
- 黑公主
- Bease and angel 寵物本
- 天使迷夢-外傳
- 巡狩人
- 天使密碼
- 驅魔師‧奧蘭比亞

### 畫集
- 唐宮夢-彩色漫畫
- 火王-往日重現複製畫集
- 火王-擁我入夢畫冊
- 夢幻世紀精選畫集
- 天使典
- 天使迷夢-複製畫集
- 淡藍心事
- 魔戒-Legolas複製畫集
- 天使迷夢-天使區域
- 天使迷夢-一方夢界
- 黑公主設定集
- 巡狩人-潮殤
- 自選畫集
- 自選畫集2淡飛夢
- 風動鳴
- 班級日誌（小說插畫）
- 銀色域（小說插畫）
- 靈異辣妹快餐店1.2 （小說插畫）

## 外部連結
- 游素蘭的Facebook專頁
- YouTube上的游素蘭頻道
- 游素蘭的新浪微博
- 素蘭的一方夢界mysteriousland （页面存档备份，存于）
- 素蘭的創作殿堂
- 一方夢界（大陸版）
- 狂龍國際官網上游素蘭 （页面存档备份，存于）的介紹